# Tilbeşar
Tilbeşar ali Turbessel (turško: Tilbeşar ali Tilbaraş Kalesi, arabsko: Tell Bāshir) je srednjeveška trdnjava v jugovzhodni Turčiji, južno od današnjega Gaziantepa.
Trdnjava je bila del Bizantinskega cesarstva, dokler ni v 11. stoletju prišla pod oblast lokalnih armenskih vladarjev. Po ustanovitvi Grofije Edese je postala ena glavnih oporišč frankovskih grofov. Po padcu Edese je postala prestolnica tistega, kar je od edeške grofije ostalo, dokler je niso leta 1150 prodali  cesarju Manuelu I. Komnenu. Že naslednje leto je postala plen alepskega atabega Nur ad-Dina.